# Holm Tetens
Holm Tetens (né le 9 octobre 1948 à Oerlinghausen) est un philosophe allemand.

## Biographie
De 1968 à 1976, Holm Tetens étudie la philosophie, les mathématiques et la sociologie à l'Université de la Ruhr à Bochum et à Erlangen. Il obtient son doctorat auprès de Paul Lorenzen en 1977. De 1978 à 1979, il travaille à l'Université de Brasilia en tant que professeur Colaborador IV (professeur assistant) puis de 1980 à 1986, il est assistant universitaire à l'Université Philippe de Marbourg, où il obtient son habilitation avec Peter Janich (de) en 1986.
Après un poste de professeur adjoint à l'Université de Göttingen de 1987 à 1988 et un poste de professeur de philosophie à l'Université de Paderborn de 1988 à 1994, Tetens enseigne à l'Université libre de Berlin jusqu'en 2015, où il représente les matières logique et philosophie des sciences.

## Travail
Outre la théorie des sciences et l'histoire des sciences, ses travaux portent sur la philosophie de l'esprit ainsi que sur la logique et la théorie de l'argumentation. En logique, il exprime son scepticisme quant aux arguments modaux et préconise une approche plus pragmatique de la logique.
Tetens représente souvent une conception naturaliste de l'esprit et une épistémologie tendanciellement antiréaliste. Cependant, dans sa monographie de 2015 Gott denken, il soutient qu'il existe des motifs raisonnables d'accepter la possibilité d'un Dieu personnel et d'aligner sa vie sur lui.

## Publications (sélection)

### monographies
- Geist, Gehirn, Maschine. Philosophische Versuche über ihren Zusammenhang. Reclam, Stuttgart 1994,  (ISBN 3-15-008999-9).
- Experimentelle Erfahrung. Meiner, Hamburg 1996,  (ISBN 3-7873-0725-7).
- Philosophisches Argumentieren. Beck, München 2004,  (ISBN 3-406-51114-7).
- Kants Kritik der reinen Vernunft. Ein systematischer Kommentar. Reclam, Stuttgart 2006,  (ISBN 978-3-15-018434-9).
- Gott denken. Ein Versuch über Rationale Theologie. Reclam, Stuttgart 2015.  (ISBN 978-3-15-019295-5).
- Wittgensteins „Tractatus“. Ein Kommentar. Reclam, Stuttgart 2009.  (ISBN 978-3-15-018624-4)

### œuvres individuelles
- 1986 Was „revolutioniert“ die Relativitätstheorie? Wissenschaftstheoretische Überlegungen zur Speziellen Relativitätstheorie. In: W. Büchel / U. Hoyer / H. Tetens: Relativitätstheorie und Philosophie. Veröffentlichungen der Katholischen Akademie Schwerte
- 1991 Lösen die Neurowissenschaften das Leib-Seele-Problem? In: Information Philosophie 3 (1991)
- 1992 Naturalismus und Kulturalismus: Reflexionen zur naturalistischen Erforschung des Mentalen. In: Peter Janich (de) (Hrsg.): Entwicklungen der methodischen Philosophie. Suhrkamp, Frankfurt 1992, S. 113–124
- 1992 Votum zu Gerhard Roth (de) und Helmut Schwegler: Kognitive Referenz und Selbstreferentialität des Gehirns. Ein Beitrag zur Klärung des Verhältnisses zwischen Erkenntnistheorie und Hirnforschung. In: Hans Jörg Sandkühler (Hrsg.): Wirklichkeit und Wissen : Realismus, Antirealismus und Wirklichkeits-Konzeptionen in Philosophie und Wissenschaften. Peter Lang, Frankfurt 1992
- 1993 Die Neurobiologie des Menschen: Zwischen harter Naturwissenschaft und Alltagspsychologie: Wissenschaftstheoretische Überlegungen zur Neurobiologie aus der selbstkritischen Sicht der Philosophie. In: Andreas Elepfandt, Gereon Wolters (Hrsg.): Denkmaschinen? Interdisziplinäre Perspektiven zum Thema Gehirn und Geist. Konstanzer Universitätsverlag, Konstanz 1993
- 1996 Die Rettung der mentalen Phänomene? Eine kurze Regieanweisung für einen nicht-reduktiven Materialismus. In: Sybille Krämer (Hrsg.): Bewußtsein: Philosophische Beiträge. Suhrkamp, Frankfurt 1996
- 1997 Reduktionismus ohne Reduktionen oder von der Harmlosigkeit des Physikalismus in der Philosophie des Geistes. In: Dialektik 1997/3, S. 9–22
- 1998 Ist sinnliches Bewußtsein rätselhaft? Das Beispiel der Farben. In: Frank Esken, Heckmann (Hrsg.): Bewußtsein und Repräsentation. Schöningh, Paderborn 1998, S. 283–297
- 2000 Die moderne Gehirnforschung : Ein Schock für unser moralisches Selbstverständnis? In: Gehirn und Denken – Kosmos im Kopf. Herausgegeben vom Deutschen Hygiene-Museum. Hajo Cantz Verlag, Ostfildern-Ruit 2000, S. 44–50
- 2003 Naturalismus und die Grenzen unseres Wissens. In: Wolfgang R. Köhler, Hans-Dieter Mutschler (de) (Hrsg.): Ist der Geist berechenbar? Philosophische Reflexionen. Wissenschaftliche Buchgesellschaft, Darmstadt 2003, S. 113–127
- 2004 Das Mentale in naturalistischer Perspektive und die Grenzen unseres Wissens. In: Wolfram Hogrebe, Joachim Bromand (Hrsg.): Grenzen und Grenzüberschreitungen. XIX. Deutscher Kongress für Philosophie. Vorträge und Kolloquien. Akademie Verlag, Berlin 2004, S. 417–428
- 2004 Willensfreiheit als erlernte Selbstkommentierung. Sieben philosophische Thesen. In: Psychologische Rundschau 55(4) 2004, S. 178–185